# ایست دایلی (ویرجینیای غربی)
ایست دایلی(به انگلیسی: East Dailey) شهری در ایالت ویرجینیای غربی کشور ایالات متحده آمریکا است که جمعیت آن در سرشماری سال ۲۰۱۰ میلادی، ۵۵۷ نفر بوده‌است.